# そうりゅう (潜水艦)
そうりゅう（ローマ字：JS Sōryū, SS-501）は、海上自衛隊の潜水艦。そうりゅう型潜水艦の1番艦。艦名は四神の一つ青竜の別名である蒼竜に由来し、この名を受け継いだ日本の艦艇としては、旧海軍の御召艦「蒼龍」、航空母艦「蒼龍」に続き3代目にあたるが、御召艦「蒼龍」の読みは「そうりょう」である。

## 艦歴
「そうりゅう」は、中期防衛力整備計画に基づく平成16年度計画2900トン型潜水艦8116号艦として、三菱重工業神戸造船所で2005年3月31日に起工され、2007年12月5日の命名・進水式において、「そうりゅう」と命名され進水した。2008年10月4日に公試を開始。2009年3月30日に就役し、第1潜水隊群第5潜水隊に編入され呉基地に配備された。
2009年10月25日、相模湾で平成21年度自衛隊観艦式に参加。
2018年6月8日から16日までの間、アメリカ合衆国領グアム島及び同島周辺海空域において実施される日米印共同訓練（マラバール2018）に参加する。参加部隊は「そうりゅう」の他、護衛艦「いせ」「すずなみ」「ふゆづき」、搭載航空機5機、P-1哨戒機2機。
2021年2月8日、足摺岬沖で民間船舶と衝突し損傷した（#事故を参照）。2023年1月、修理を終えて呉基地に戻った。
現在も第1潜水隊群第5潜水隊に所属し、定係港は呉である。

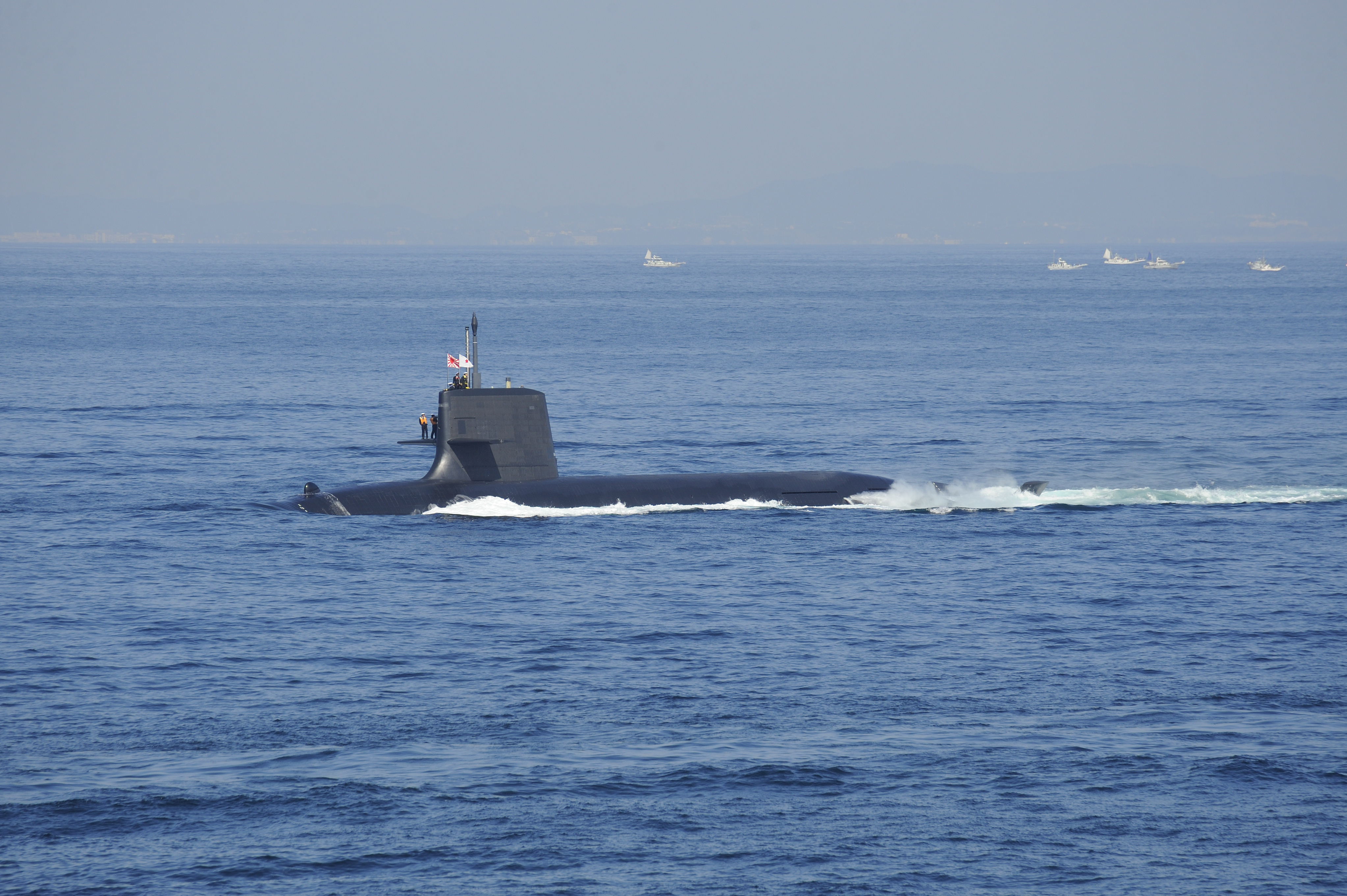
平成21年度観艦式予行における「そうりゅう」

### 歴代艦長
| 代             | 氏名     | 在任期間                | 出身校・期 | 前職               | 後職                         | 備考                                |
| 艤装員長       | 艤装員長 | 艤装員長                | 艤装員長   | 艤装員長           | 艤装員長                     | 艤装員長                            |
| -------------- | -------- | ----------------------- | ---------- | ------------------ | ---------------------------- | ----------------------------------- |
| -              | 加納雅人 | 2007.12.5 - 2009.3.30   | 防大26期   |                    | そうりゅう艦長               |                                     |
| そうりゅう艦長 |          |                         |            |                    |                              |                                     |
| 01             | 加納雅人 | 2009.3.30 - 2009.11.30  | 防大26期   | そうりゅう艤装員長 | 第5潜水隊司令                | 就任時2等海佐 2009.7.1、1等海佐昇任 |
| 02             | 笹木雅仁 | 2009.12.1 - 2011.3.24   | 防大31期   | ふゆしお艦長       | 艦艇開発隊潜水艦科長         |                                     |
| 03             | 岡氏進一 | 2011.3.25 - 2012.6.24   | 防大35期   | 潜水艦隊司令部     | ちはや副長                   |                                     |
| 04             | 竪山博幸 | 2012.6.25 - 2013.11.14  |            | 潜水艦教育訓練隊   | 潜水艦隊司令部幕僚           |                                     |
| 05             | 渡邊秀樹 | 2013.11.15 - 2014.11.30 |            | 潜水艦隊司令部幕僚 | 潜水艦教育訓練隊学生隊長     |                                     |
| 06             | 佐藤直幸 | 2014.12.1 - 2016.11.20  | 防大38期   | 潜水艦教育訓練隊   | 潜水艦教育訓練隊学生隊長     |                                     |
| 07             | 野村親永 | 2016.11.21 - 2018.7.9   |            | 潜水艦教育訓練隊   | 潜水艦教育訓練隊             |                                     |
| 08             | 坂井博之 | 2018.7.10 - 2019.10.14  |            | 潜水艦教育訓練隊   | 海上幕僚監部人事教育部補任課 |                                     |
| 09             | 恒次啓介 | 2019.10.15 - 2021.7.8   |            | たかしお艦長       | 潜水艦教育訓練隊             |                                     |
| 10             | 渡邊忠士 | 2021.7.9 -              |            | おやしお艦長       |                              |                                     |
|                | 千住 明  | -                       |            |                    |                              |                                     |
|                | 坂元信貴 | 2024.2.22 -             |            |                    |                              |                                     |

## 事故・不祥事

### 建造中に感電事故
建造中の2008年7月9日、三菱造船所の作業員5名が感電し、火傷をする事故が発生した。

### 当直中の乗組員が溺死
2012年10月8日午前7時前に定期検査後の確認運転のため、由良港を出港後、午前8時47分に潜航を開始。午後2時18分頃、潜航中の「そうりゅう」で3曹が当直に表れず行方不明になり、浮上して捜索したところ、艦橋セイル内浸水部で溺死しているのが発見された。事故調査委員会は3曹が自殺したものと結論づけた。

### 乗組員が拳銃自殺
2013年9月2日、呉基地で停泊中の「そうりゅう」艦内の寝室で、2等海尉が艦内の格納庫から持ち出した拳銃で自殺を図った。2等海尉に命に別状はなかったが、重い障害が残っている。海自は2015年に自殺の原因を上官の暴行と断定し、上官と暴行を黙認していた関係者を停職数日程度の懲戒処分を実施した。しかし、海自は2等海尉との協議が続いているという理由で処分を公表していなかったことが2016年1月12日に各メディアで報道された「
。2等海尉の両親は2016年1月中に国を相手に3,000万円の損害賠償を求める裁判を山口地方裁判所に起こすことを明らかにしている。

### 2021年の衝突事故

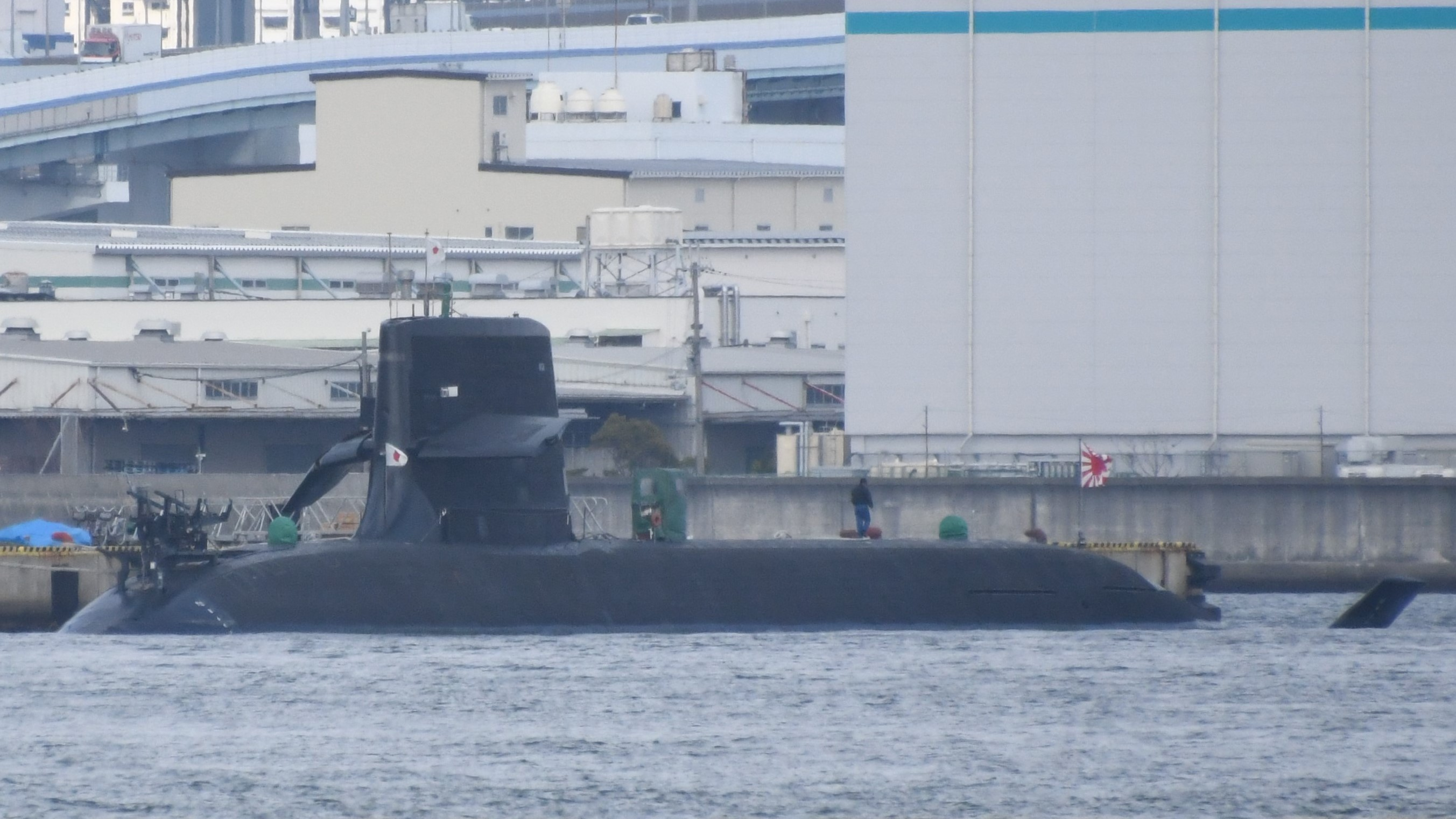
衝突事故直後のそうりゅう（2021年2月23日）
セイル右舷の潜舵が曲がっている。

2021年2月8日午前10時55分頃、高知県足摺岬から南東約50キロメートルの太平洋上で、「そうりゅう」と民間商船「オーシャン・アルテミス」（香港船籍、約5万トン）が衝突した。海自によると、潜水艦の乗員3人が軽傷を負った。潜望鏡を出すため海面近くまで浮上した際、商船の底をこするようにぶつかり、潜望鏡など船体上部を一部損傷したが航行に支障はなかった。海上保安庁が商船側に確認したところ、「振動はなく、船体ダメージはないと思われる」との回答があった。海自によると、「そうりゅう」は通常の訓練中だった。船体を浮上させる際は、潜望鏡やソナーで海面を確認する手順になっている。2月10日に第5管区海上保安本部（神戸市）は、潜水士の目視検査で、衝突したオーシャン・アルテミスの船首付近に約20cmの亀裂が確認され、海水の漏れも見つかった他、そうりゅうの塗料と思われる黒色の擦った跡が複数認められたと発表した。一方、そうりゅうは2月14日、神戸市の海上自衛隊阪神基地に到着し、調査結果を踏まえ、業務上過失往来危険や業務上過失傷害の疑いで捜査が開始される事となった。2月16日に運輸安全委員会委員長の記者会見が行われ、調査結果のまとめについては1年後をめどに発表される事となった。9月8日、第5管区海上保安本部は、業務上過失往来危険と業務上過失傷害の疑いで、当時の艦長を書類送検した。元艦長は「確認不足だった」という趣旨の供述をしており、容疑を認めているという。
防衛省が2022年9月20日に公表した事故の調査報告書によると、ソナー探知はあったものの、そうりゅうのソナー担当乗組員が音を聞き取っておらず他の船舶がいないと認識していたため、オーシャン・アルテミスと衝突したとの結論が示された。再発防止策として、音が聞こえなくてもソナー探知を報告する運用に改めることを表明した。翌21日には、防衛省中国四国防衛局長らが高知県庁を訪れて事故を陳謝し、浜田省司知事は、漁民の不安を指摘して「看過できない重大事故」と語った。
2023年7月11日、神戸地検は元艦長を起訴猶予処分とした。地検は衝突の危険を認識すべきだった艦長に過失があったとした上で、ソナーの情報を表示する画面上に貨物船と他船の信号が重なり、船舶と認識するのが困難だったことなど「偶発的な事情があった」と説明。貨物船の航行に大きな影響がなかったことも考慮したとしている。
2024年3月19日、海上自衛隊は注意義務を怠ったとして、当時の艦長ら4人を減給、訓練を指揮監督するために同乗していたのに艦長らへの指導が不十分だったとして、1等海佐を戒告とする懲戒処分をした。